# San Pedro, Santa Catalina y la Ribera
San Pedro, Santa Catalina y la Ribera (Sant Pere, Santa Caterina i la Ribera en idioma catalán) es uno de los cuatro barrios del distrito de Ciudad Vieja de Barcelona. El barrio limita al norte con el paseo de Lluís Companys y el parque de la Ciudadela. Al sur con la Vía Layetana y al este con el barrio de La Barceloneta.
Está formado por los sub-barrios de la Ribera, Santa Catalina (por el convento de Santa Catalina) y San Pedro (por el monasterio de San Pedro de las Puellas). El mercado del Borne pertenece al barrio de La Ribera. En 2016 tenía una población de 22 306 habitantes.